# Argiope pentagona
Argiope pentagona là một loài nhện trong họ Araneidae.
Loài này thuộc chi Argiope. Argiope pentagona được Ludwig Carl Christian Koch miêu tả năm 1871.